# Castillo de la Popa
El castillo de la Popa o castillo de Castellcir, documentado desde el año 1014, está en la población de Castellcir (Barcelona, España) y su principal función era la defensa del valle de la riera Castellcir-Tenes.

## Historia
A principios del siglo XI apareció la dinastía de los Castellcir con Gerard de Castellcir, los que poseían los derechos del castillo, pero debían pagar unos tributos al monasterio de l'Estany. En 1107 perteneció a Guillem Ramon de Òdena, uno de los miembros de la familia Òdena. En 1294 Roger y Gelabert de Castellcir constan como propietarios del castillo. La familia casi desapareció en 1348 debido a la mortal peste negra, aunque sobrevivió Almanda, una de las hijas. En 1363 pasó a manos de Guilabert de Centellesi, veinte años después, Ramón de Planella adquirió el castillo. En 1942 se convirtió en propiedad de Federico Torelló i Cendra.

## Actualidad
El conjunto del castillo está formado por las murallas, hoy fragmentadas, los restos del edificio principal y la capilla de Sant Martí de la Roca. Las edificaciones, aún imponentes, ocupan un área de 570 m², repartidos en una fortaleza de planta y dos pisos. Todo el castillo de la Popa está levantado sobre la piedra, sin cimientos y actualmente presenta un avanzado estado de degradación, amenazando ruina las pocas estructuras que quedan en pie. Está incluida en la Lista Roja del patrimonio en Peligro de Hispania Nostra.

## Leyendas
Se han escrito varias leyendas sobre el castillo. Una de ellas es que dicen que el edificio feudal tenía una salida subterránea que daba paso a otro lugar a unos kilómetros allá, donde había una gran torre. Esta era conocida con el nombre de la Torrassa y pertenecía a los condes de Hogar. La gente, llena de curiosidad, más de una vez se había metido dentro, pero el fuerte viento apagaba las antorchas. Pasaron muchos años y los campesinos tapiaron el agujero: siempre se perdían corderos y cerdos. Nada se sabe a ciencia cierta, pero se dice que en la Torrassa hay un cordero de oro enterrado.